# Minecraft Dungeons
Minecraft Dungeons là một trò chơi điện tử nhập vai hành động được phát triển bởi Mojang Studios, được chuyển sang các hệ máy cầm tay bởi Double Eleven và được phát hành bởi Xbox Game Studios cho Microsoft Windows, Nintendo Switch, PlayStation 4 và Xbox One vào tháng 5 năm 2020 và cho Xbox Series X/S vào tháng 2 năm 2021. Đây là phần phụ của trò chơi sandbox Minecraft. Nó cũng đã được chuyển thể thành một trò chơi arcade bởi Raw Thrills.
Minecraft Dungeons nhận được nhiều đánh giá trái chiều, hầu hết các nhà phê bình cho rằng trò chơi thú vị và hấp dẫn, đồng thời khen ngợi hình ảnh và âm nhạc của nó. Tuy nhiên, lối chơi đơn giản và việc sử dụng thuật toán tạo ngẫu nhiên đã nhận sự đón nhận đa chiều hơn trong đó cốt truyện đã bị chỉ trích là ngắn và thiếu chiều sâu.

## Lối chơi
Không giống như Minecraft, Minecraft Dungeons không có hệ thống chế tạo, xây dựng, hay khả năng phá huỷ khối. Thay vào đó, nó là một lối chơi kết hợp chỉ chuột và bấm, đâm chém và phiêu lưu dungeon, với góc nhìn 3D trong không gian 2 chiều. Người chơi khám phá các ngục tối được kết hợp xây dựng ngẫu nhiên và thủ công chứa đầy quái vật ngẫu nhiên, đồng thời giải quyết các bẫy, câu đố, boss và đi tìm kho báu. Không có hệ thống lớp nhân vật nên người chơi có thể sử dụng bất kỳ vũ khí hoặc áo giáp nào họ muốn. Trò chơi có thể có tối đa 4 người chơi có thể chơi trực tuyến hay qua LAN/WAN.

### Vật phẩm
Người chơi có thể nhận các vật phẩm từ nhiều nơi khác nhau trong trò chơi, mỗi nơi có các vật phẩm khác nhau, Và trò chơi khuyên nên đi vào nơi có độ khó cao hơn để có thể kiếm được các vật phẩm tốt hơn.

### Phù phép (Enchantments)
Người chơi có thể nâng level bằng cách làm các hành động trong trò chơi để giúp cho các dụng cụ của họ có thêm những khả năng nhất định, nó được gọi là Phù phép. Những điều này làm cho các công cụ có thể tiêu diệt quái vật trong trò chơi hiệu quả hơn và nếu biết sử dùng các đòn đánh kết hợp phù phép đúng cách có thể đưa người chơi vượt qua các tình huống hoặc nhiệm vụ khó khăn nhất.

### Cổ vật & Linh hồn
Các cổ vật là những vật phẩm đặc biệt có thời gian hồi chiêu, giúp tăng sức mạnh cho người chơi hoặc tăng sát thương lên quái vật xung quanh người chơi. Một số cổ vật sử dụng điểm Linh hồn để có thể kích hoạt kĩ năng thay vì đợi hết thời gian thì mới sử dụng được (Kỹ năng Linh hồn có thời gian hồi chiêu nhỏ). Linh hồn nhận được sau khi một con quái vật bị đánh bại. Cường hóa và áo giáp có thể tăng số lượng linh hồn có được và cho phép người chơi sử dụng khả năng linh hồn thường xuyên hơn. Giống như phù phép, nếu biết sử dụng các combo cổ vật thành thạo sẽ có thể tạo ra được sự khác biệt giữa việc khiến nhiệm vụ thành công hay thất bại.

### Xếp hạng vật phẩm
Thời gian hồi chiêu của vật phẩm, tăng máu của giáp và sát thương của vũ khí được quản lý theo cấp độ "Sức mạnh". Mức sức mạnh càng cao, công cụ hoặc vật phẩm càng tốt. Sát thương của vũ khí tỉ lệ thuận với lượng máu theo cấp số nhân của giáp, nhưng thời gian hồi chiêu của các cổ vật hầu như giảm đều hoặc là giảm dần theo cấp số mũ. Người chơi có thể có được các vật phẩm có cấp sức mạnh cao hơn bằng cách thực hiện các nhiệm vụ có cấp độ tương đương hoặc lớn hơn "Cấp sức mạnh" của họ, cấp sức mạnh được tính bằng sức mạnh trung bình của các vật phẩm đang được trang bị.
Ngoài ra, các vật phẩm còn có thể có độ hiếm như Common (Phổ biến), Rare (Hiếm) và Unique (Cực hiếm). Rare mang lại lợi ích chấp nhận được ở mức tối thiểu, nhưng Unique bổ sung thêm một khả năng cho vật phẩm khiến nó trở thành mục tiêu săn lùng dành cho những người chơi đủ lâu.
Vật phẩm "Được Mạ" là một vật phẩm đã được phù phép tùy ý. Nó hiếm hơn và sẽ càng phổ biến hơn ở các khu vực từ giữa đến cuối khu vực game.

## Bối cảnh

### Cốt chuyện chính
Minecraft Dungeons lấy bối cảnh trong cùng một thế giới hư cấu với Minecraft, được gọi là "Overworld", bao gồm các vật thể 3D thô - chủ yếu là hình khối và chất lỏng, và thường được gọi là "khối" - đại diện cho các vật liệu khác nhau và là nơi sinh sống của cả các sinh vật ôn hòa và thù địch. Không giống như Minecraft, trò chơi chế độ chiến dịch tuyến tính theo câu chuyện và các đoạn cắt cảnh.
Đoạn phim cắt cảnh mở đầu kể về câu chuyện của một Kẻ cướp bóc (Illager) tên là Archie, người đã bị bộ tộc của mình tẩy chay và xua đuổi. Trong khi tìm kiếm một ngôi nhà mới, cứ đến bất cứ ngôi làng nào, Archie bị người dân nơi đó xua đuổi do Dân làng (Villager) ở những nơi đó không cho phép anh ta sống với họ. Một ngày nọ, Archie tình cờ tìm thấy một cổ vật mạnh mẽ được gọi là "Orb of Dominance" - "Quả cầu của Sự thống trị", thứ ban cho anh ta sức mạnh ma thuật nhưng cũng làm nhân cách anh ta thay đổi. Khi này anh ta được biết đến với cái tên "Arch-Illager", anh ta tìm cách trả thù tất cả những ai đã sai khiến anh ta và chinh phục nhiều ngôi làng bằng đội quân Illager của anh ta. Người chơi sẽ nhập vai vào các anh hùng bắt tay vào nhiệm vụ đánh bại tên Arch-Illager trong khi giải phóng các ngôi làng bị áp bức, chiến đấu với quái vật và hoàn thành các nhiệm vụ khác nhau. Cuối cùng, người chơi phải đối mặt với Arch-Illager trong lâu đài của hắn và phá hủy Orb of Dominance, giải phóng Archie khỏi ảnh hưởng của nó. Thay vì trừng phạt Archie vì hành động của anh ta, những người chơi đã đối xử anh ta hết sức tốt bụng, tha thứ cho những hành động trước kia và nhanh chóng kết bạn với anh ta. Khi những người chơi và Archie rời đi, Orb of Dominance được cho là đang tự tìm kiếm lại sức mạnh của nó. Sau đó nó được tìm thấy bởi một Enderman, người đã nhặt quả cầu và đi vào The End. Đoạn phim cắt cảnh cuối cùng cho thấy các Enderman bị đột biến trèo ra khỏi cổng. Trong trò chơi, sau khi đánh bại Archie, người chơi sẽ mở khóa những độ khó mới khiến trò chơi trở nên khó khăn hơn nhưng sẽ mang lại phần thưởng giá trị và mạnh mẽ hơn.

### Trong các gói nội dung có thể tải xuống
Có sáu gói mở rộng tiếp tục câu chuyện của trò chơi:
- Trong Jungle Awakens, người chơi đi đến một khu rừng đã bị phá hoại bởi một mảnh vỡ của Orb of Dominance. Nó biến cư dân của nó thành những con quái vật hung bạo. Vào cuối bản mở rộng, người chơi phải đối mặt với một con trùm tên là "Jungle Abomination" (tạm dịch là "Quái Rừng Gớm Ghiếc"), trước khi phá hủy mảnh vỡ của Orb of Dominance và giải phóng khu rừng khỏi bị nguyền rủa.
- Trong Creeping Winter, địa điểm được thay đổi thành một hòn đảo bị mắc kẹt trong một mùa đông vĩnh cửu và trùm cuối là "Wraith Khốn Khổ", cốt truyện cũng có phần giống như bản mở rộng nói trên.
- Trong Howling Peaks, địa điểm là những đỉnh núi lộng gió và trùm cuối là "Tempest Golem" - "Người Đá Bão Tố".
- Flames of the Nether, lấy bối cảnh tại Nether, là bản mở rộng duy nhất không có yếu tố câu chuyện.
- Hidden Depths quay trở lại tiền đề của ba phần mở rộng đầu tiên, và đưa người chơi đi đến đáy của một đại dương sâu thẳm bị phá hủy bởi một mảnh Orb of Dominance. Trùm cuối là "Ancient Guardian" - "Giám Hộ Cổ Đại".
- Echoing Void là phần kết của cốt truyện Orb of Dominance, cho người chơi du hành đến The End để phá hủy mảnh vỡ cuối cùng, đối mặt với nhiều quái vật khác nhau trên đường đi, với "Vengeful Heart of Ender" là trùm cuối.

## Phát triển
Minecraft Dungeons được phát triển bởi Mojang Studios cho Xbox One, Windows 10, PlayStation 4 và Nintendo Switch sử dụng Unreal Engine 4. Các phiên bản trên hệ máy cầm tay đang được thực hiện bởi Double Eleven.
Với sự thành công liên tục của tựa game Minecraft, Mojang đã nghĩ về những trò chơi kiểu khác có thể mang lại điều gì đó mới mẻ cho vũ trụ Minecraft. Thử nghiệm với những ý tưởng khác nhau, trò chơi ban đầu có ý định trở thành một trò chơi phiêu lưu dungeon chơi đơn, lấy cảm hứng từ loạt phim The Legend of Zelda cho hệ máy Nintendo 3DS. Tuy nhiên, khi trò chơi bắt đầu hình thành, những yếu tố này đã được thay đổi hoặc loại bỏ. Ví dụ: sau khi bổ sung các tính năng nhiều người chơi, nhóm phát triển nhận ra rằng những thay đổi này làm cho trò chơi trở nên lôi cuốn hơn Theo đạo diễn game Måns Olsen, trò chơi được lấy cảm hứng từ Diablo và Torchlight, cũng như các trò chơi phối hợp bắn súng góc nhìn thứ nhất như Warhammer: End Times - Vermintide và Left 4 Dead.
Một trong những thách thức chính mà nhóm phát triển phải đối mặt là tìm cách đưa lối chơi của các trò chơi dungeon như Diablo vào thế giới Minecraft. Vì các nhân vật Minecraft không có bất kỳ khả năng bẩm sinh đặc biệt nào, nên Mojang đã phải nghĩ đến các lựa chọn thay thế cho những thứ như lớp nhân vật thường thấy trong các trò chơi thuộc thể loại đó. Cuối cùng, giải pháp được đưa ra là tập trung vào việc tạo ra vũ khí và áo giáp mà người chơi có thể tạo ra sức mạnh hơn thông qua các phù phép, cho phép người chơi khám phá khả năng sáng tạo của họ thông qua khả năng tùy chỉnh phụ kiện.
Thêm nữa, Mojang còn muốn hợp lý hóa trải nghiệm trò chơi phiêu lưu dungeon truyền thống thành một thứ dễ tiếp cận hơn. Olsen nhận xét rằng các trò chơi khác trong thể loại "có thể tiếp cận được ở một mức độ nào đó, nhưng chúng thường là những trò chơi có hệ thống liên kết với nhau rất có chiều sâu" và họ muốn đưa nó vào Minecraft Dungeon  để cách tiếp cận "siêu dễ dàng" nhưng vẫn "dễ dàng quen thuộc ngay lập tức". Quyết định này loại bỏ khả xây dựng hoặc chế tạo, một yếu tố chính của trò chơi Minecraft gốc, cũng được đưa ra để tập trung vào trải nghiệm trò chơi dungeon cốt lõi. Để cho những người chơi nhiều kinh nghiệm muốn chơi ở mức độ khó hơn, nhóm đã thêm các tùy chọn để thay đổi độ khó của trò chơi, điều này sẽ cho người chơi ở mức độ khó hơn những phụ kiện vật phẩm tốt hơn và nội dung bí mật mới để có thể chơi ở những mức độ khó khăn hơn.
Minecraft Dungeons lần đầu tiên được công bố vào ngày 28 tháng 9 năm 2018, trong sự kiện phát trực tiếp Minecon. Một video giới thiệu lối chơi đã được phát hành trong kỳ E3 2019.

## Phát hành
Minecraft Dungeons được phát hành vào ngày 26 tháng 5 năm 2020, sau khi bị trì hoãn so với ngày phát hành ban đầu vào tháng 4 do đại dịch COVID-19. Phiên bản beta kín của trò chơi diễn ra trong một tháng từ ngày 25 tháng 3 đến ngày 24 tháng 4 năm 2020.
Sau khi phát hành lần đầu, trò chơi được hỗ trợ với một số gói mở rộng nội dung có thể tải xuống (DLC) mà mỗi gói đều bổ sung thêm các dungeon mới, vũ khí, vật phẩm và đồ tạo tác mới. Bản mở rộng đầu tiên, mang tên Jungle Awakens, được phát hành vào ngày 1 tháng 7 năm 2020. Tiếp theo là Creeping Winter vào ngày 8 tháng 9 năm 2020, Howling Peaks vào ngày 9 tháng 12 năm 2020, Flames of the Nether vào ngày 24 tháng 2 năm 2021, Hidden Depths vào ngày 26 tháng 5 năm 2021, và Echoing Void vào ngày 28 tháng 7 năm 2021. Phiên bản Xbox Series X/S đã được tối ưu hóa được phát hành cùng chung với bản mở rộng Flames of the Nether. Vào ngày 28 tháng 7 năm 2021, cùng ngày mà Minecraft Dungeons: Echoing Void được phát hành, Minecraft Dungeons, Ultimate Edition được phát hành với tất cả 6 DLC và quyền truy cập vào tất cả Hero Pass Cosmetics.
Vào tháng 3 năm 2021, Mojang đã công bố một phiên bản arcade của trò chơi cùng với các thẻ bài sưu tập. Được cấp phép chính thức từ Mojang và Microsoft, nó được tạo ra bởi nhà phát triển Play Mechanix và công ty giải trí Raw Thrills. Gameplay của trò chơi đã được thay đổi thành dạng beat-em-up, tương tự như các trò chơi như Golden Axe. Nó ra mắt tại các nhà hàng Dave & Buster's vào tháng 5 năm 2022.

## Đón nhận
Minecraft Dungeons nhận được các đánh giá từ trái chiều đến tích cực của các nhà phê bình, theo trang tổng hợp đánh giá Metacritic. Các nhà phê bình thường thấy trò chơi vui nhộn và hấp dẫn, khen ngợi hình ảnh và âm nhạc của trò chơi. Một số có đánh giá đa chiều về lối chơi dungeon tối giản của Dungeon và hệ thống ngẫu nhiên được sử dụng để tạo ra các layout loot và dungeon. Hầu hết những người đánh giá đều chỉ trích trò chơi có cốt truyện ngắn và cho rằng nó thiếu chiều sâu. Shacknews gọi nó là "một trò chơi dungeon vui nhộn và thư giãn dành cho cho bạn bè chơi chung với nhau." Phiên bản Anh hùng (Hero Edition) của Minecraft Dungeons đã bán được 11.450 bản vật lý trên Nintendo Switch trong tuần đầu tiên được bán tại Nhật Bản, trở thành trò chơi bán lẻ bán chạy thứ tư trong tuần tại quốc gia này. Trò chơi đã được đề cử cho hạng mục Trò chơi gia đình hay nhất tại The Game Awards 2020. Trò chơi có hơn 15 triệu người chơi, tính đến tháng 2 năm 2022.

### Trong các phương tiện khác
Ba bản nhạc từ trò chơi này, Halland, Dalarna và The Arch-Illager, được bán kèm dưới dạng nội dung có thể tải xuống trong bản crossover 2018 của Super Smash Bros. Ultimate, với hai bài hát đầu tiên kể trên được sắp xếp lại thành một. Các bài hát này đã được thêm vào trò chơi vào ngày 13 tháng 10 năm 2020, như một phần của Gói Challenger 7, có nội dung từ nhượng quyền thương mại Minecraft bao gồm các giao diện nhân vật mặc định Steve và Alex là các chiến binh có thể chơi được và một sân khấu dựa trên các quần xã trong Minecraft.